# 誰よりもLady Jane
「誰よりもLady Jane」（だれよりもレディ・ジェーン）は、THE ALFEEの変名ユニット・“BE∀T BOYS”が1989年5月31日に発売した通算3枚目のシングルである。

## 概要
- BE∀T BOYS名義としては、約半年ぶりのリリース作品。
- 「誰よりもLady Jane」は、西村知美が出演したLION『PAGE ONE』CMソングに起用された（THE ALFEE名義の「サファイアの瞳」以来、2年ぶり）。

## 品番
| フォーマット | 品番     | 出典  |
| ------------ | -------- | ----- |
| EP           | 6A-1011  |       |
| CT           | 9P-10014 |       |
| 8cmCD        | S9A-1013 | [ 1 ] |

## 収録楽曲
1. 誰よりもLady Jane
作詞：A.Meursault、作曲：T.Takamizawa、編曲：S.Takebe
2. 夏のTAWAGOTO
作詞：F.Francis、作曲：T.Takamizawa、編曲：S.Takebe